# Австрия-Есте
Ерцхерцог на Австрия-Есте (на италиански: arciduca d'Austria-Este) и Хабсбург-Есте (на италиански: Asburgo-Este) са титла и фамилно име, използвано от няколко младши клона на дома Хабсбург-Лотаринги, за да обозначат връзката си с изчезналото италианско княжеско семейство Есте и управляваното от него Херцогство Модена. Като младши клон на дома Хабсбуг-Лотарингия Хабсбург-Есте са също ерцхерцози и ерцхерцогини на Австрия, както и принцове и принцеси на Унгария и Бохемия.

## Управление в Италия
Ерколе III, последният херцог на Модена от директната линия на рода Есте, е отстранен от французите през 1796, а княжеството му е включено в Цизалпийската република. Той е компенсиран с княжеството Брайсгау в Южна Германия от Хабсбургите, които се надяват да си го върнат, тъй като единствената дъщеря на Ерколе III е женена за Фердинанд Карл, син на Мария Тереза. Херцог Ерколе умира през 1803 и Брайсгау е наследен от дъщеря му и нейния съпруг. През 1805 Брайсгау е присъединено към Баден, но те запазват претенциите си към италианските владения на Ерколе III, които са им върнати през 1814.
Семейството управлява Херцогство Модена след 1814, като използва името Хабсбург-Есте. Херцогството носи също и титлите херцог на Реджо, на Мирандола, на Маса, принц на Карара и Луниджана, а от 1847 и херцог на Гвастала. Княжеството губи независимостта си през 1859, когато е присъединено към Италия, а Франческо V, последният херцог, е свален и заминава за Австрия, където остава до края на живота си.

## Вторични линии
Със смъртта на херцог Франческо V през 1875 родословието на Австрия-Есте по мъжка линия е прекъснато. Негова наследничка е племенницата му Мария Тереза Австрия-Есте, която по-късно става кралица на Бавария. Въпреки това той решава да запази името Есте в рода Хабсбург и оставя значителното си наследство на своя братовчед Франц Фердинанд при някои условия, едно от които е той и наследниците му да използват името Есте.
През 1896 Франц Фердинанд става престолонаследник на Австро-Унгария, но е убит на 28 юни 1914 в Сараево. Тъй като неговите деца са родени в морганатичен брак, Хабсбургите определят за наследник на титлата Австрия-Есте втория син на бъдещия император Карл I, все още нероденият по това време Роберт. По майчина линия той произлиза от херцог Ерколе III и така титлата отново се връща при неговите кръвни наследници. Ерцхерцог Роберт постановява, че всички негови наследници по мъжка линия трябва да носят фамилното име Австрия-Есте и създава титлата херцог на Есте, която да се носи от главата на фамилията.
Днешният глава на рода Австрия-Есте е ерцхерцог Лоренц Ото Карл Австрия-Есте, най-възрастният син на ерцхерцог Роберт. Той е женен за принцеса Астрид, дъщеря на белгийския крал Албер II, след чиято коронация през 1995 ерцхерцогът получава и титлата принц на Белгия. Тъй като белгийският трон се наследява и по женска линия, принцеса Астрид и нейните наследници са негови наследници непосредствено след наследниците на принц Филип.
|  | Тази страница частично или изцяло представлява превод на страницата Austria-Este в Уикипедия на английски. Оригиналният текст, както и този превод, са защитени от Лиценза „Криейтив Комънс – Признание – Споделяне на споделеното“, а за съдържание, създадено преди юни 2009 година – от Лиценза за свободна документация на ГНУ. Прегледайте историята на редакциите на оригиналната страница, както и на преводната страница, за да видите списъка на съавторите. ВАЖНО: Този шаблон се отнася единствено до авторските права върху съдържанието на статията. Добавянето му не отменя изискването да се посочват конкретни източници на твърденията, които да бъдат благонадеждни. |